# Freiheitsstatue (Budapest)

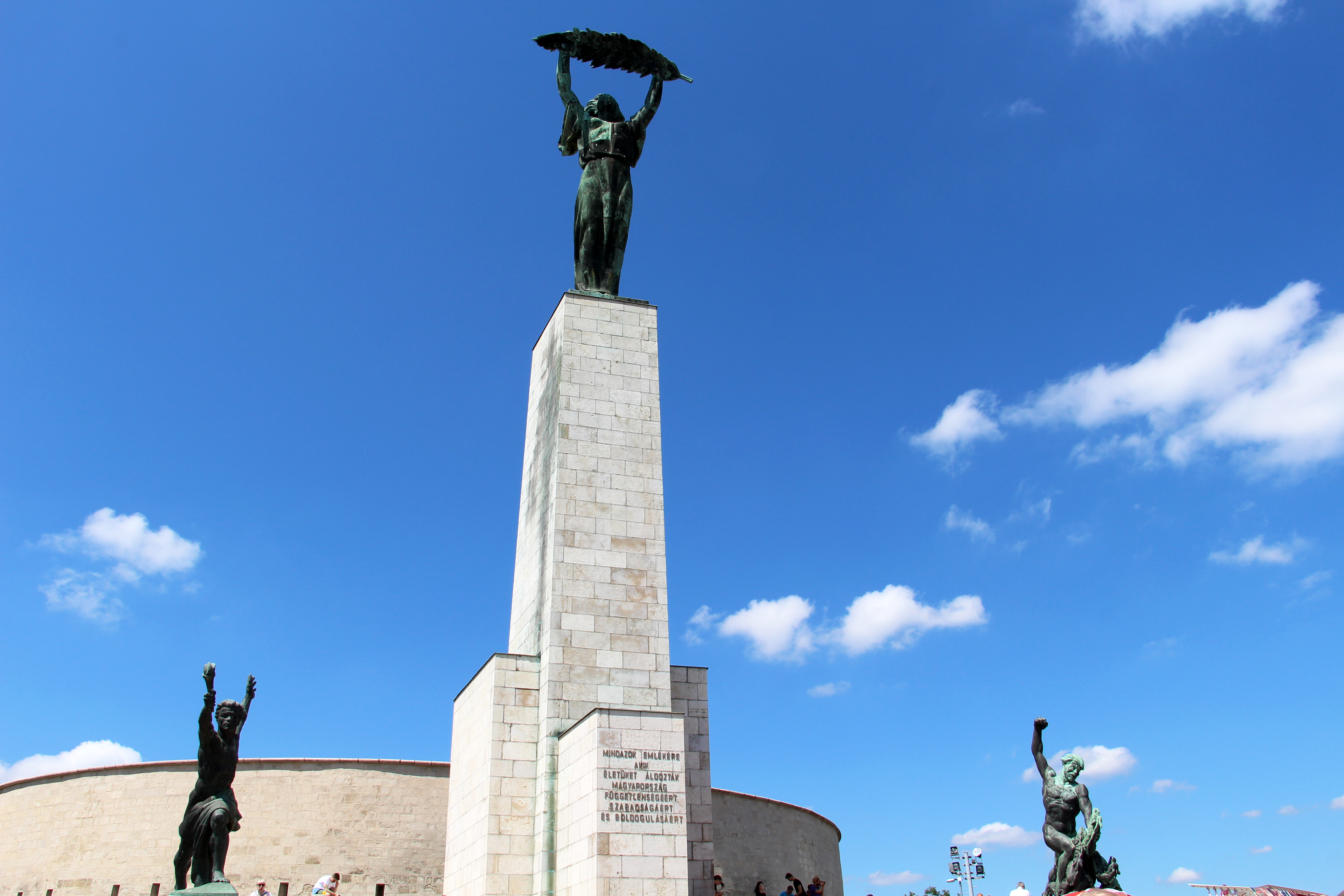
Freiheitsstatue (Mitte) mit Flamme der Freiheit (links) und Drachentöter (rechts)

Die Freiheitsstatue (ungarisch Szabadság-szobor) in Budapest, der Hauptstadt Ungarns, steht auf dem Gellértberg vor der Zitadelle im Stadtteil Buda. Sie ist die größte aus einer Gruppe von drei Bronzestatuen des Bildhauers Zsigmond Kisfaludi Strobl, die 1947 zu Ehren der Soldaten, die das Land im Zweiten Weltkrieg befreiten, errichtet wurden. Sie ist so aufgestellt, dass sie von fast jedem Ort in Budapest zu sehen ist. Dargestellt ist eine Frauengestalt, welche einen Palmenwedel in den Himmel über sich hält. Die 14 Meter hohe Statue ist zusammen mit ihrem Sockel etwa 40 Meter hoch. Eine ungarische Krankenschwester hat Modell gestanden.
Nach einer Legende hielt sie ursprünglich einen Propeller in ihren Händen und sollte damit an Miklós Horthys Sohn erinnern, der als Testflieger zu Beginn des Zweiten Weltkrieges tödlich verunglückte. Der Propeller wurde nach dem Einmarsch der Roten Armee im Februar 1945 dann aber durch den Palmenzweig ersetzt, da man nicht weiter an Miklós Horthy erinnern wollte, der dem Hitler-Regime nahestand. Tatsächlich handelt es sich bei der russischen Version der Statue um einen anderen Entwurf desselben Bildhauers.
Eine weitere Statue zeigt einen sehr kraftvollen Drachentöter, der mit der bloßen Faust mit dem Drachen kämpft; die dritte Statue überbringt die Flamme der Freiheit.
Am Sockel der Freiheitsstatue stand ursprünglich die Skulptur eines sowjetischen Soldaten. Sie wurde 1992 entfernt und danach in den Memento Park gebracht, wo sie aktuell zu sehen ist.
Jährlich am 20. August werden vom Platz vor der Freiheitsstatue aus die Leuchtraketen zum Nationalfeiertag gezündet.
Die Freiheitsstatue ist das Bildmotiv auf der 10-Forint-Münze der bis 1990 gültigen Serie sowie auf einer Flugpostbriefmarke vom 29. Oktober 1950.

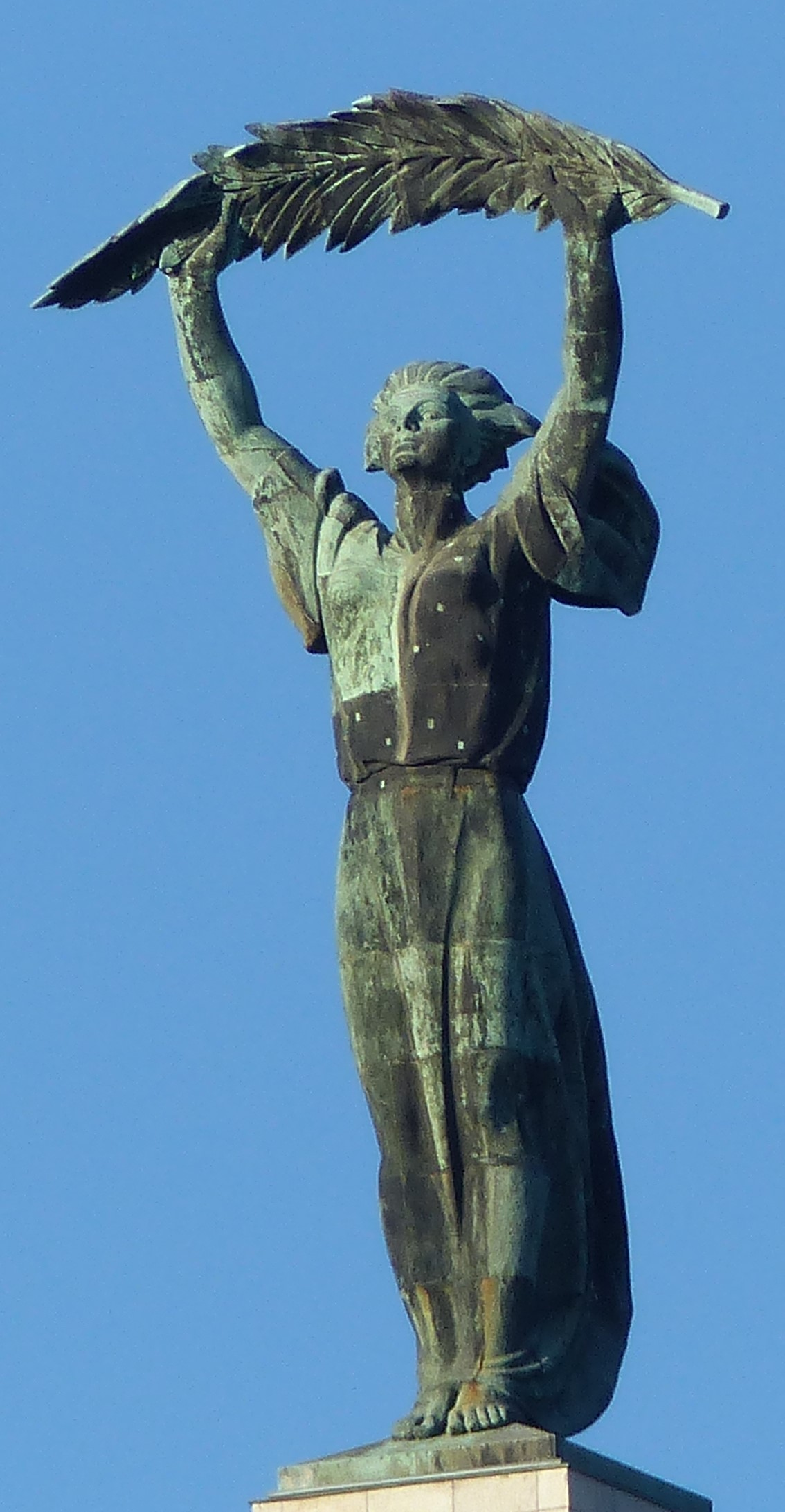
Freiheitsstatue
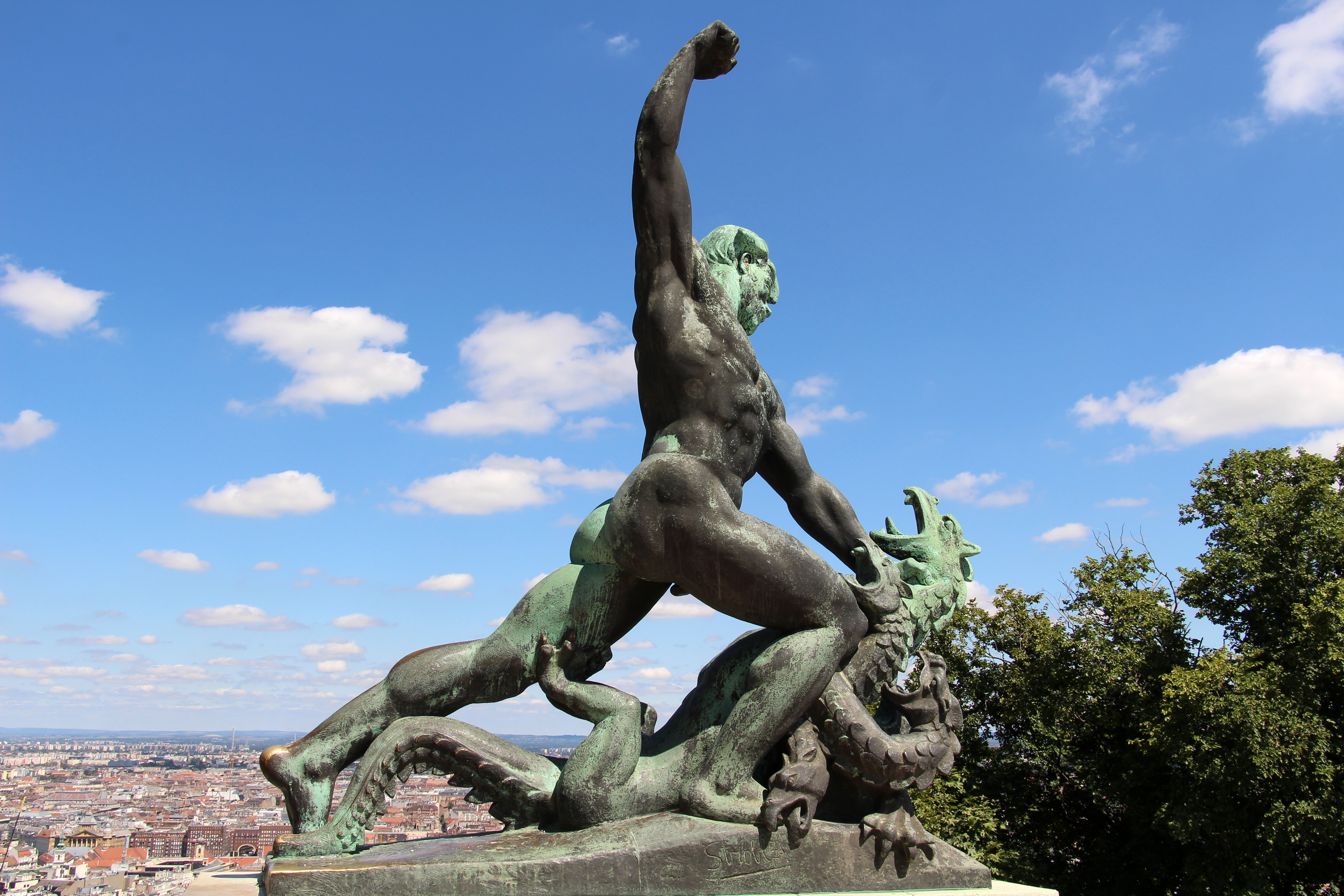
Drachentöter
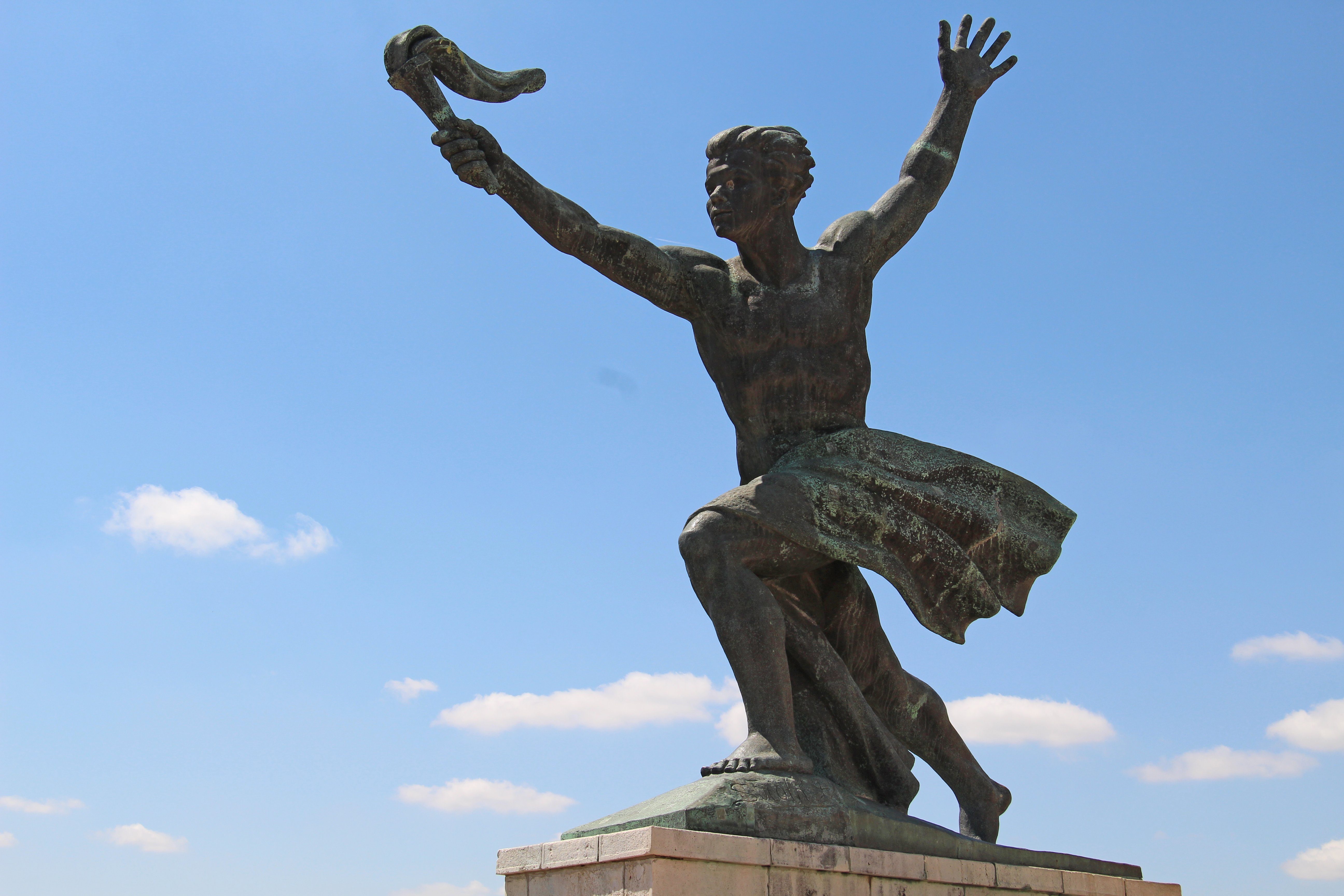
Flamme der Freiheit
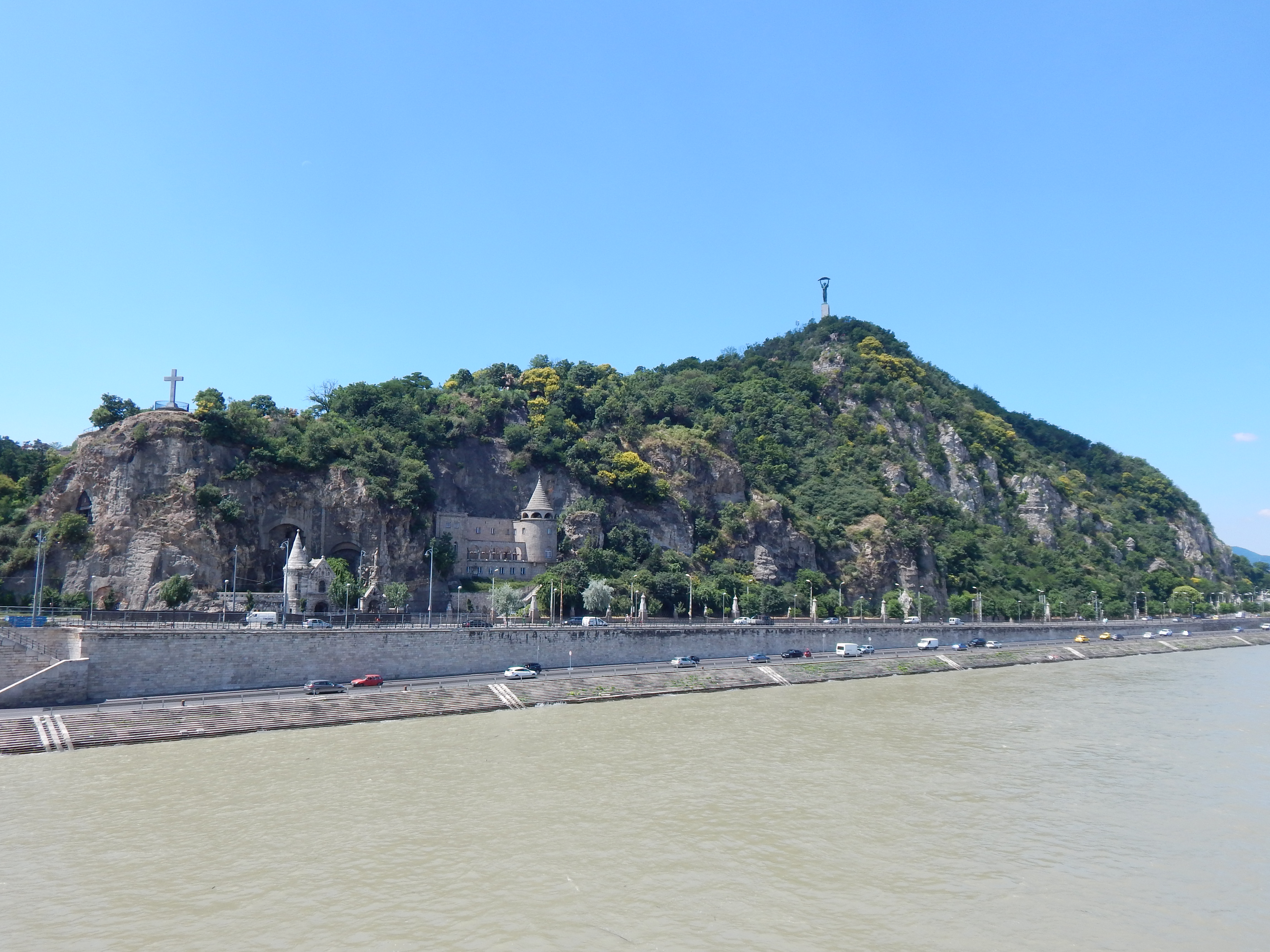
Blick vom Pester Donauufer auf die Statue